# Wojciech Olbryś
Wojciech Olbryś (ur. 12 listopada 1959 w Kętrzynie) – polski policjant w stopniu nadinspektora (od 2009), w latach 2013–2016 Zastępca Komendanta Głównego Policji.

## Życiorys
Jest absolwentem Wydziału Ekonomii Politechniki Szczecińskiej. Ukończył także Szkołę Inspektorów Policji Kryminalnej we Francji (1991).
Od 2006 piastował stanowisko Komendanta Wojewódzkiego Policji w Kielcach. W latach 2007–2009 był Komendantem Wojewódzkim Policji w Poznaniu, a w latach 2009–2013 – Komendantem Wojewódzkim Policji w Szczecinie.
14 maja 2013 został mianowany, z dniem 15 maja 2013, Zastępcą Komendanta Głównego Policji odpowiedzialnym za logistykę, finanse i łączność. Po złożeniu raportu o odejście ze służby, został odwołany ze stanowiska z dniem 4 stycznia 2016.

## Odznaczenia
- Srebrny Krzyż Zasługi (2007)[4]
- Brązowy Krzyż Zasługi (2002)[5]
- Złoty Medal za Długoletnią Służbę (2013)
- Złota Odznaka Zasłużony Policjant (2009)
- Srebrna Odznaka Zasłużony Policjant (2007)
- Brązowa Odznaka Zasłużony Policjant (2002)
- Złoty Medal „Za zasługi dla obronności kraju” (2013)
- Złota Odznaka „Za zasługi w pracy penitencjarnej” (2011)
- Złota Odznaka Ligi Obrony Kraju (2003)
- Medal „Milito Pro Christo” (2014)[6]